# Partito Democratico (Indonesia)
Il Partito Democratico (in indonesiano: Partai Demokrat) è un partito politico indonesiano fondato il 9 settembre 2001. Il maggiore esponente è Susilo Bambang Yudhoyono, Presidente dell'Indonesia dal 2004 al 2014.
L'ideologia del Partai Demokrat è basata sul Pancasila.